# Alix Collombon
Alix Collombon (née le 17 mars 1993) est une ancienne joueuse de tennis française. Elle devient ensuite une joueuse de padel professionnelle. Elle évolue actuellement sur le circuit professionnel Premier Padel.

## Carrière

### Tennis
Collombon a joué sur le circuit féminin de l'ITF. Elle a disputé son premier tournoi ITF en septembre 2008 à Limoges. Ses meilleurs résultats en simple ont été obtenus en mars 2013, à Amiens, et en mars 2014 à Héraklion, où elle a atteint la finale. Elle n'a pas remporté de titre.
En double, elle a atteint la finale de Lérida, en septembre 2010 et, en 2012, elle a atteint les quarts de finale du tournoi de Limoges, doté de 50 000 $, avec Audrey Bergot.
En 2014, elle a reçu une wild card pour le double dames de Roland-Garros ; aux côtés de Chloé Paquet, elle a été éliminée dès le premier tour.
En février 2015, Collombon a disputé son dernier match de tennis sur le circuit féminin.

### Padel
À l'âge de 22 ans, Collombon décide de passer au padel et, en deux ans, entre dans le classement du World Padel Tour.
En 2021, elle devient la première Française à atteindre une finale du World Padel Tour. Elle y parvient lors du Lerma Challenger, aux côtés de l'Espagnole Jessica Castelló. Elles s'inclinent en finale 0-6 et 5-7. Deux semaines plus tard, elles sont à nouveau en finale, cette fois-ci au Challenger de La Nucia, et s'imposent 6-1 et 6-3. Alix Collombon devient la première Française à remporter un titre du World Padel Tour.
Fin 2024, elle est 30e mondiale au classement FIP.